# Municipio de Tepexi de Rodríguez
El municipio de Tepexi de Rodríguez (Kawa o Peña en mixteco, Tepexic o roca partida en náhuatl) es uno de los 217 municipios que conforman al estado mexicano de Puebla. Su cabecera es la localidad de Tepexi de Rodríguez.
Las principales localidades del municipio son Tepexi de Rodríguez, Huejonapan, Santo Domingo Chapultepec, Almolonga, San Felipe Otlaltepec, Huajoyuca, Progreso, Tula, Agua de Santa Ana, Lomas de San Francisco y Moralillo.

## Historia
Fundada por popolocas, Tepexi el Viejo se encuentra en la frontera entre poblaciones de lengua popoloca, mixteca y náhuatl. Tras ser tributaria del Imperio Azteca, Tepexi fue refundada tras la Conquista de México y la población trasladada al lugar actual.
La Real Ordenanza del 4 de diciembre de 1783 del rey Carlos III de España dio órdenes para la formación de intendencias y provincias en Nueva España, al año siguiente fue integrada la provincia de Puebla, su territorio estaba ocupado por un ducado y 15 alcaldías, una de las cuales era la alcaldía de Tepexi de la seda.
La ciudad fue un importante centro insurgente durante la Independencia de México. Entre los principales insurgentes de la región estaba Juan Moctezuma y Cortés, sacerdote católico de Tepexi que participó en la Guerra de Independencia, secundó el movimiento de Hidalgo en 1810 en la región de la Sierra de Zongolica en Veracruz, se le considera fundador de la Bandera Siera y ocupó cargos políticos dentro de la insurgencia.
HISTORIA DEL SEÑOR DE HUAJOYUCA
La historia relata que a finales del siglo XVIII la imagen desembarca en el puerto de Acapulco, y entra de contrabando al país, es de procedencia oriental, ya que se menciona a Japón y China, principales países donde se producían este tipo de productos .
La imagen sería comprada o adquirida a una persona rica en la capital del país, para ser donada a una parroquia o capilla particular, sin embargo los mercaderes que se encargarían de su traslado murieron al ser asaltados, pero antes de eso, intentan ocultar la mayor parte de la mercancía en el pueblo de Huajoyuca, y dentro de esa mercancía, se encontraba el santo cristo, en las leyendas del pueblo se relataba que había un tesoro escondido, los pobladores, decidieron excavar, y ahí encontraron diversas imágenes religiosas, entre ahí salió el santo cristo, la imagen es venerada en esa comunidad hasta el año de 1806, ya que el 8 de mayo de ese mismo año es trasladado a lo que es hoy la actual Parroquia de Santo Domingo de Guzmán. 
Durante su estancia en la comunidad de Huajoyuca, las mujeres del pueblo, se encargaban de su cuidado, los pobladores decidieron construir una pequeña ermita de carrizos, dónde ahí tenía su pequeño nicho. 
Eran grandes sus milagros, su fama llegaba hasta el último rincón del estado, ya que a Huajoyuca, llegaban peregrinos de las rancherías tanto cercanas, cómo lejanas.
Y tanto pobladores cómo peregrinos decidieron ponerle por nombre Señor de Huajoyuca
El 8 de mayo de 1806 la imagen del Señor de Huajoyuca es trasladada en procesión a la parroquia de la cabecera municipal de Tepexi de la Seda (hoy Tepexi de Rodríguez) ya una vez que llegaba a la parroquia, es colocada en el altar mayor, sustituyendo a Santo Domingo de Guzmán (Santo Patrono del Pueblo Tepexano) pero al día siguiente, desaparecía del altar mayor y regresaba de nuevo a la comunidad de Huajoyuca, y así sucedieron varias veces, hasta que deciden construirle una capilla, y el Santo Cristo acepta quedarse en Tepexi.
Su festividad es el primer viernes de Cuaresma, pero sus festejos empiezan el Jueves, un día antes del primer viernes, durante ese día se hacen misas, y a las 6 de la tarde, se realiza la misa de Salida de Procesión, y a las 7 de la noche sale en procesión por las diferentes calles del pueblo Tepexano.
Pasarán más de 10 horas y entre cantos y rezos se pasa toda la noche, pasada las 5 de la mañana la imagen regresa de nuevo a la parroquia y así culmina la santa Procesión.

## Geografía
El municipio abarca una superficie 398.86 km², colocándolo como el décimo octavo municipio más extenso del estado. Tepexi se encuentra a una altitud promedio de 1700 m s. n. m.
Tepexi de Rodríguez se encuentra en el centro de los Llanos de Tepexi, aunque su superficie es muy accidentada (de ahí las raíces del nombre, náhuatl y mixteco) y está rodeada de importantes sierras como la Sierra de Zapotitlán, Acatlán y Soltepec. Sus cotas inferior y superior son 1440 y 2380 metros sobre el nivel del mar.

## Demografía
De acuerdo al último censo, realizado por el INEGI en 2010, en el municipio habitan 11 328 personas. Dicha población ostenta un índice de marginación de 0.507, alto respecto a la media estatal y muy alto respecto a la media de México.[cita requerida]

## Economía
La principal actividad económica del municipio es la agricultura, que absorbe a la mitad de la población activa, así también la explotación y exportación de mármol extraídas de las diversas minas de la zona. La diversidad geológica del municipio da lugar a una gran riqueza en fósiles, lo que favoreció el hallazgo de numerosos restos prehistóricos y la consiguiente creación del museo de sitio Pie de Vaca o Museo Regional Mixteco Tlayúa y una creciente actividad turística.

## Paleontología de Tepexi Galería de Imágenes

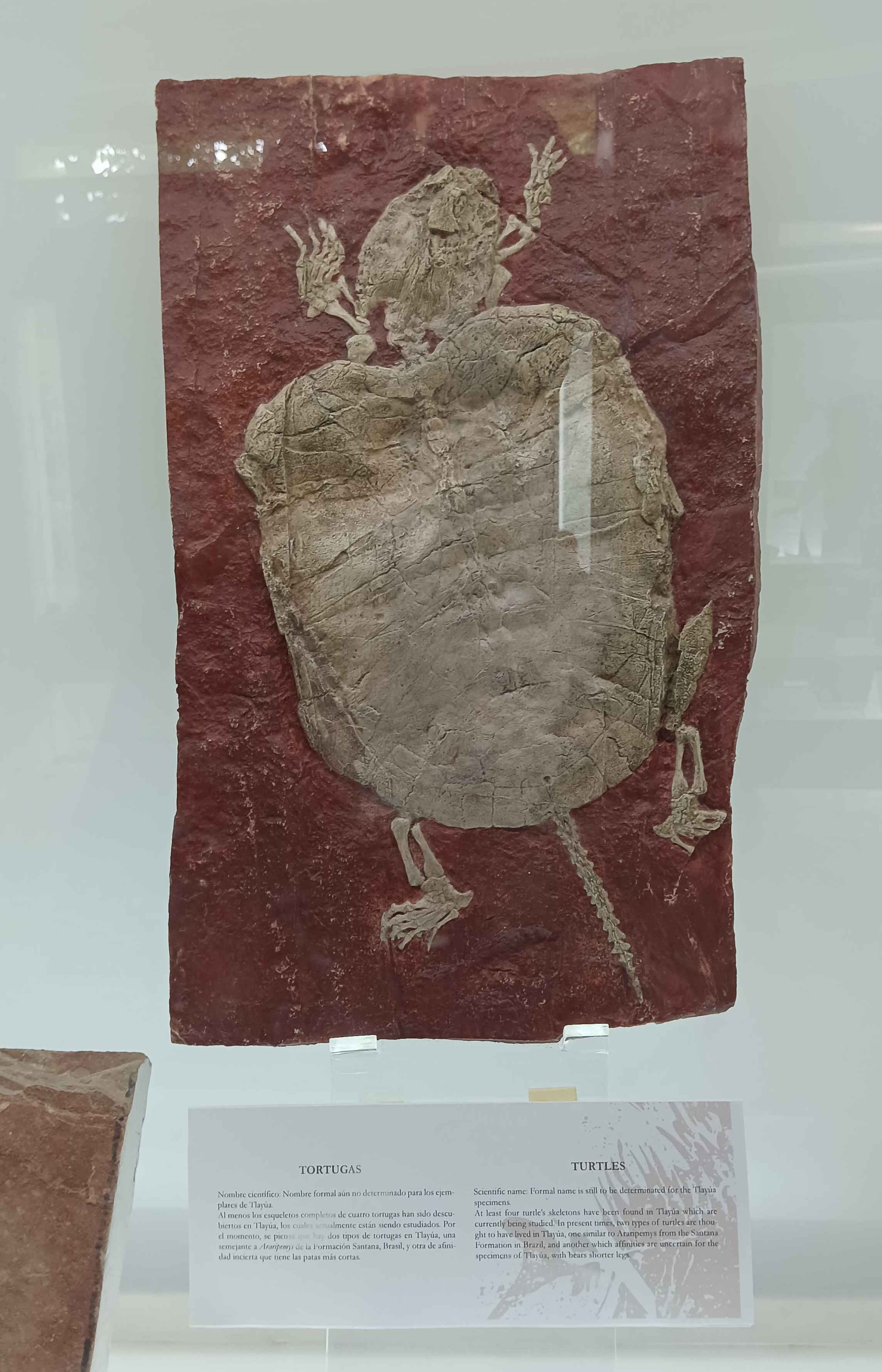
Tortuga fósil en el Museo de Tepexi
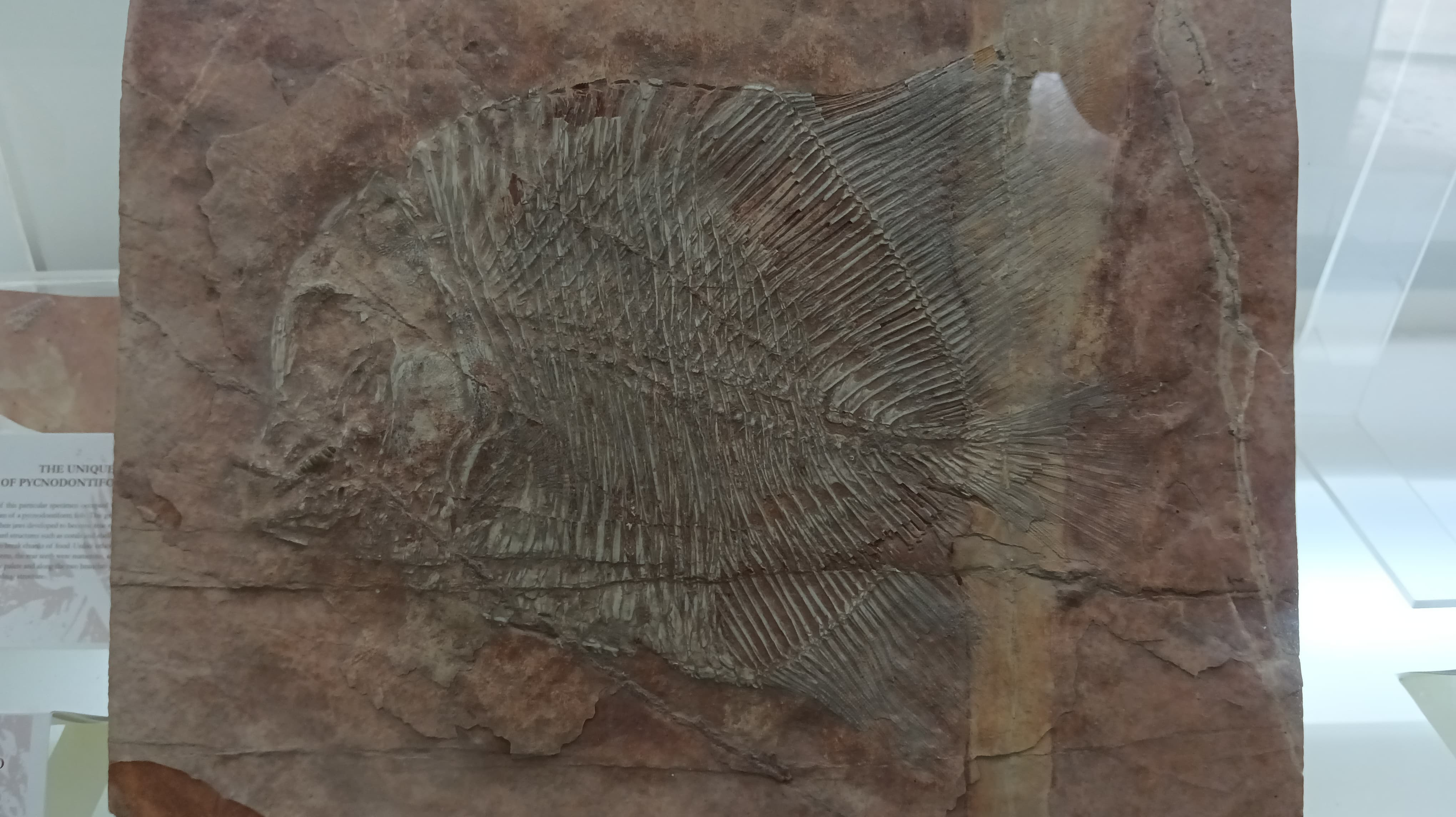
Pez fósil en el Museo de Tepexi
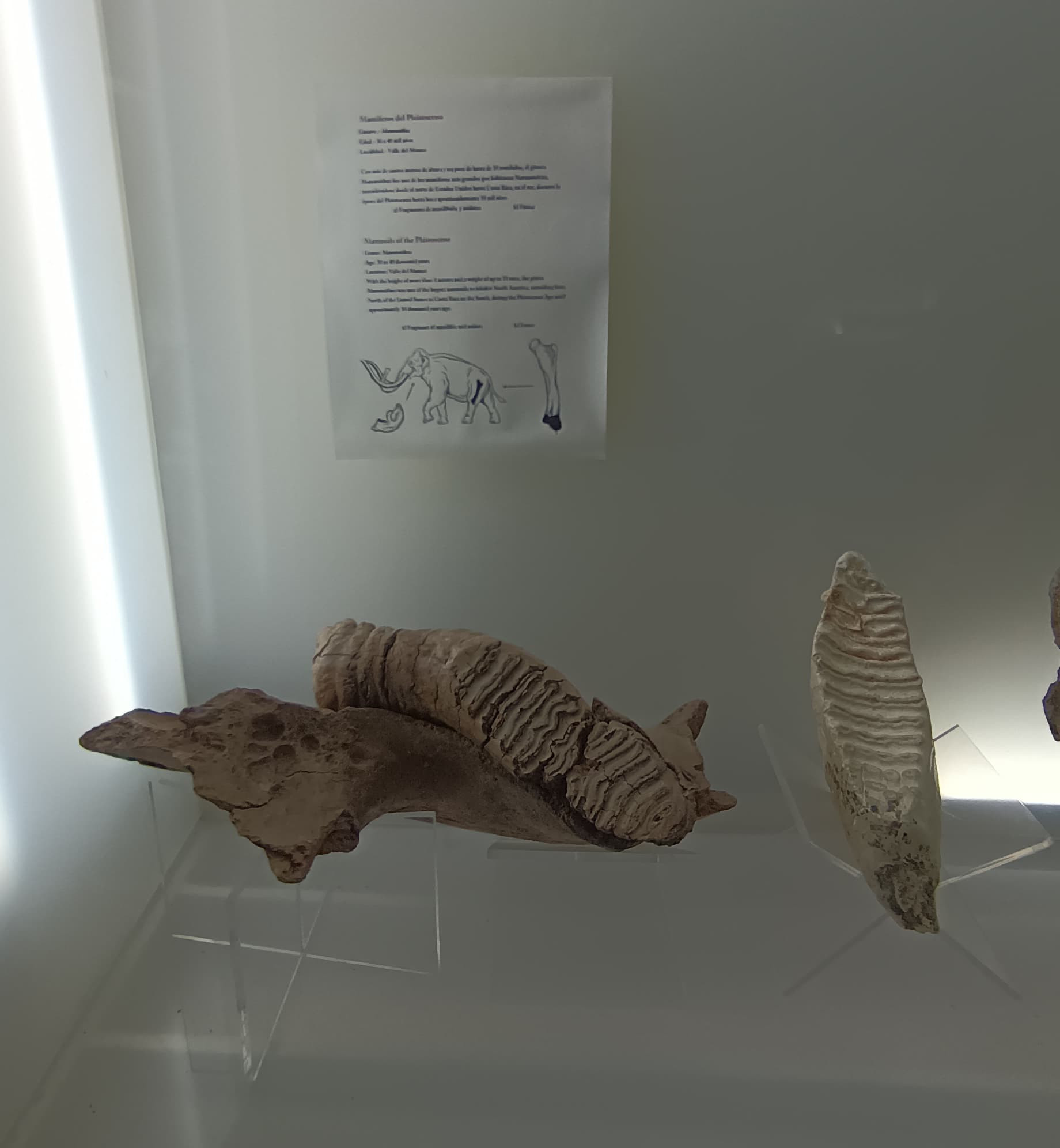
Diente de mamífero fósil en el Museo de Tepexi
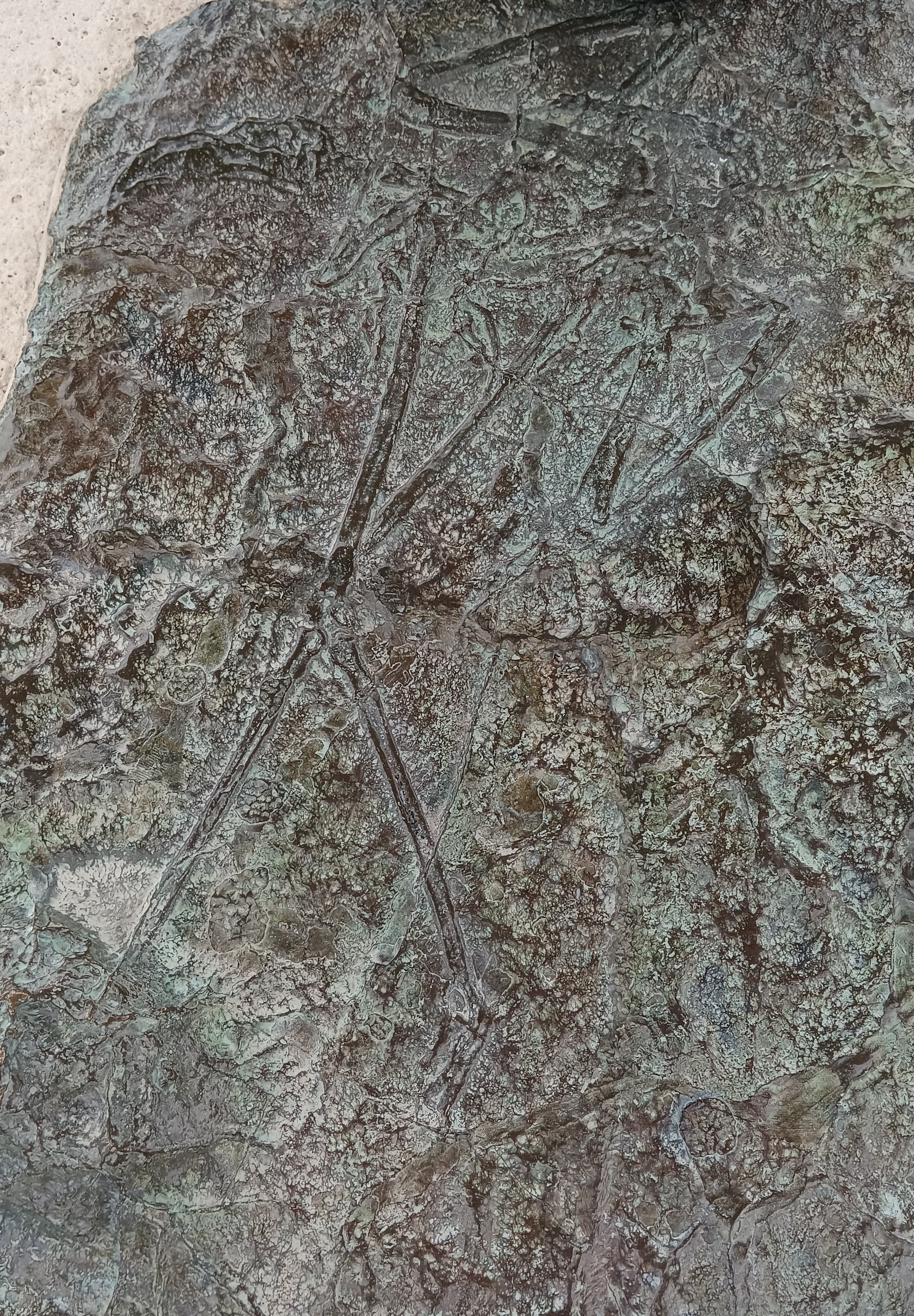
Molde de cobre de flamenco fósil en paraje "pie de vaca"
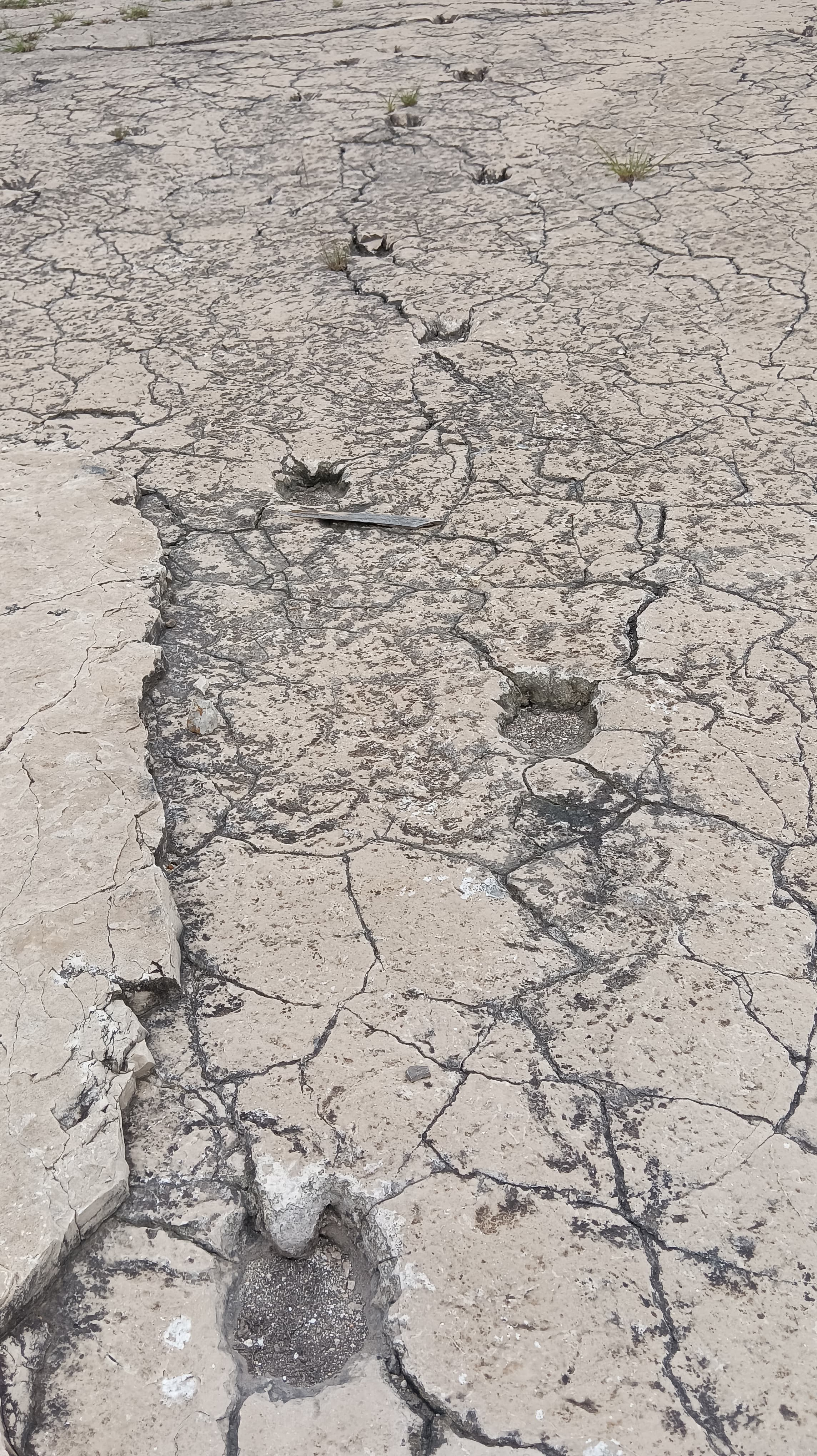
Icnitas de camélido en paraje "pie de vaca" en Tepexi (1)
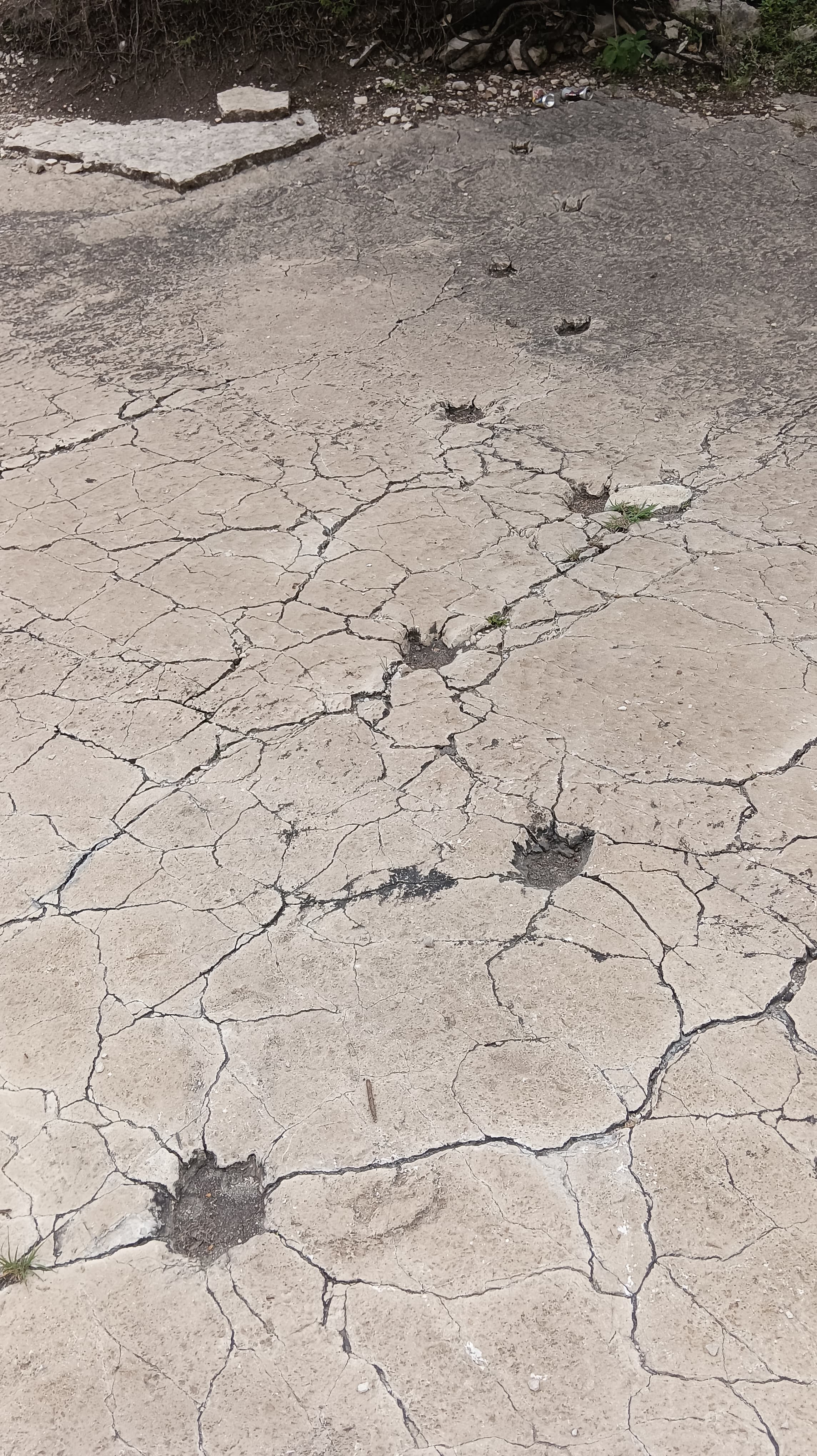
Icnitas de camélido en paraje "pie de vaca" en Tepexi (2)